# Человек из Лошбура

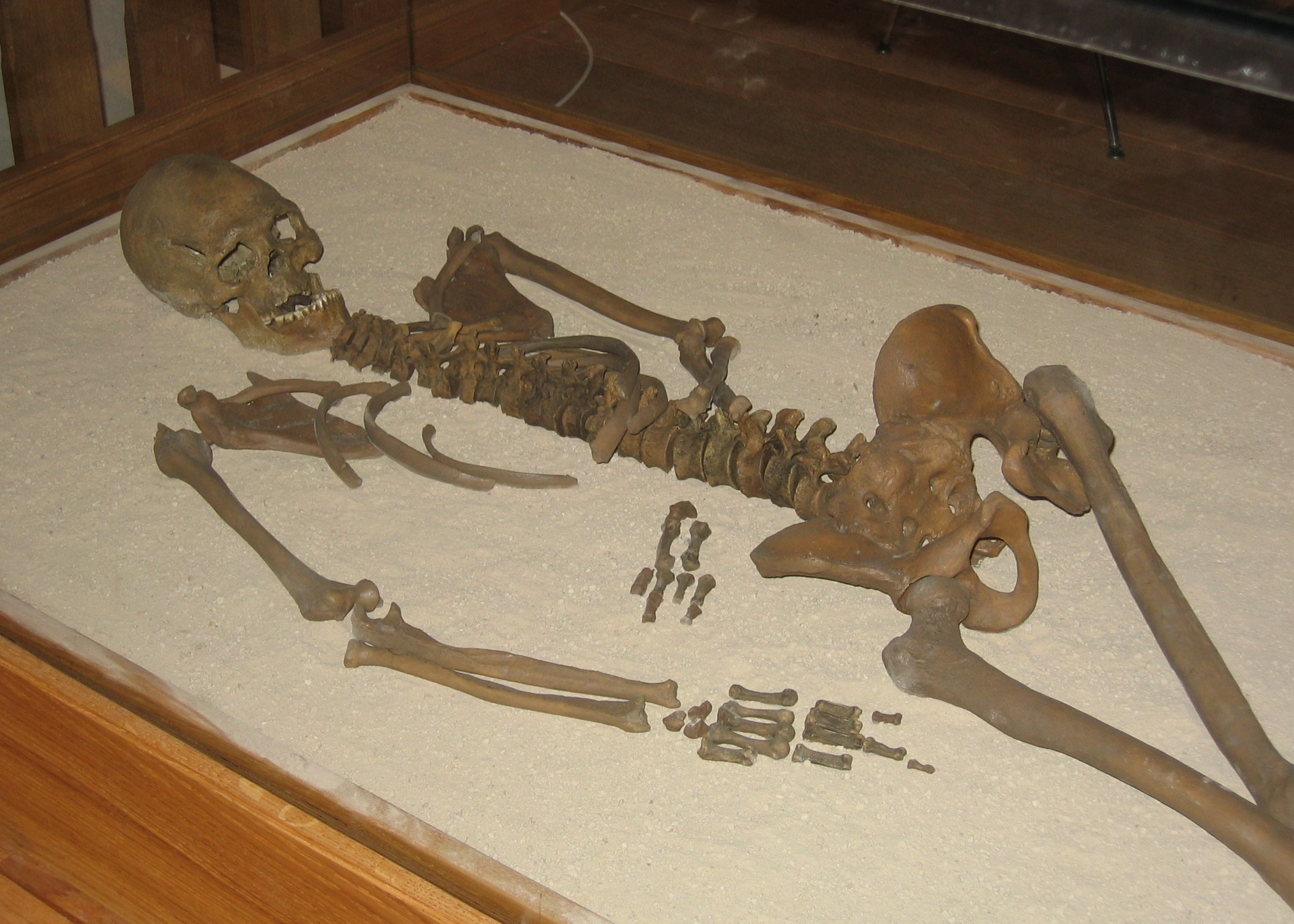

Челове́к из Лошбу́ра (англ. Loschbour man) — условное название останков Homo sapiens эпохи мезолита, обнаруженных в Мюллертале, в коммуне Вальдбилиг, Люксембург.

## История находки

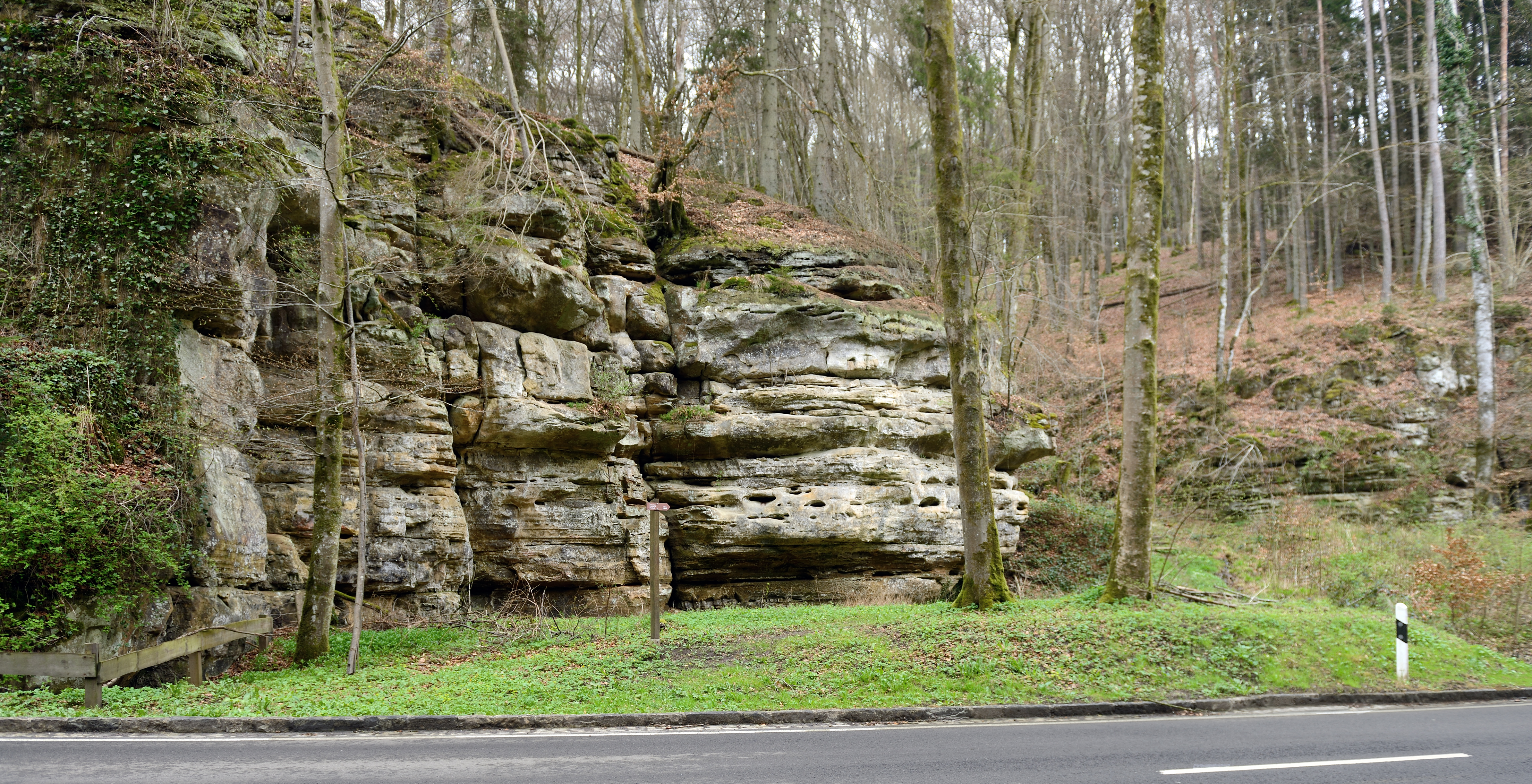
Скальное убежище, где был найден скелет

Останки человека из Лошбура, почти полный скелет, были обнаружены 7 октября 1935 года под скальным убежищем в Мюллертале на берегу реки Эрнц-Нуар. Их нашёл археолог-любитель и школьный учитель Николя Тилль. Сейчас они находятся в Национальном музее естественной истории в городе Люксембург.

## Жизнь
Человек из Лошбура был охотником-собирателем, рядом с его телом были найдены кремнёвые орудия, используемые для выслеживания и убийства добычи — диких кабанов и оленей. Было обнаружено, что он был одним из поздних западноевропейских охотников-собирателей, которых вскоре вытеснили более многочисленные группы ранних европейских земледельцев из Малой Азии и Балкан. Согласно тестам ДНК, проведённым в 2014 году, человек из Лошбура был мужчиной с «промежуточным» или светлым тоном кожи (90 %), каштановыми или чёрными волосами (98 %) и, вероятно, голубыми глазами (56 %). В отличие от 90 % современных европейцев, он страдал непереносимостью лактозы. Когда он умер, ему было от 34 до 47 лет, рост около 1,6 м, а вес от 58 до 62 кг.
Неподалёку были найдены кремированные останки другого человека — вероятно, взрослой женщины. Они находились в яме, которая была впервые раскопана в 1930-х годах и позже обнаружена заново. Кости ног отсутствовали, останки грудной клетки были представлены недостаточно, а оставшиеся кости имели царапины, что свидетельствует о вероятной обработке по удалению плоти перед кремацией, включая удаление нижней челюсти и соскабливание черепа.

## Датировка и генетика

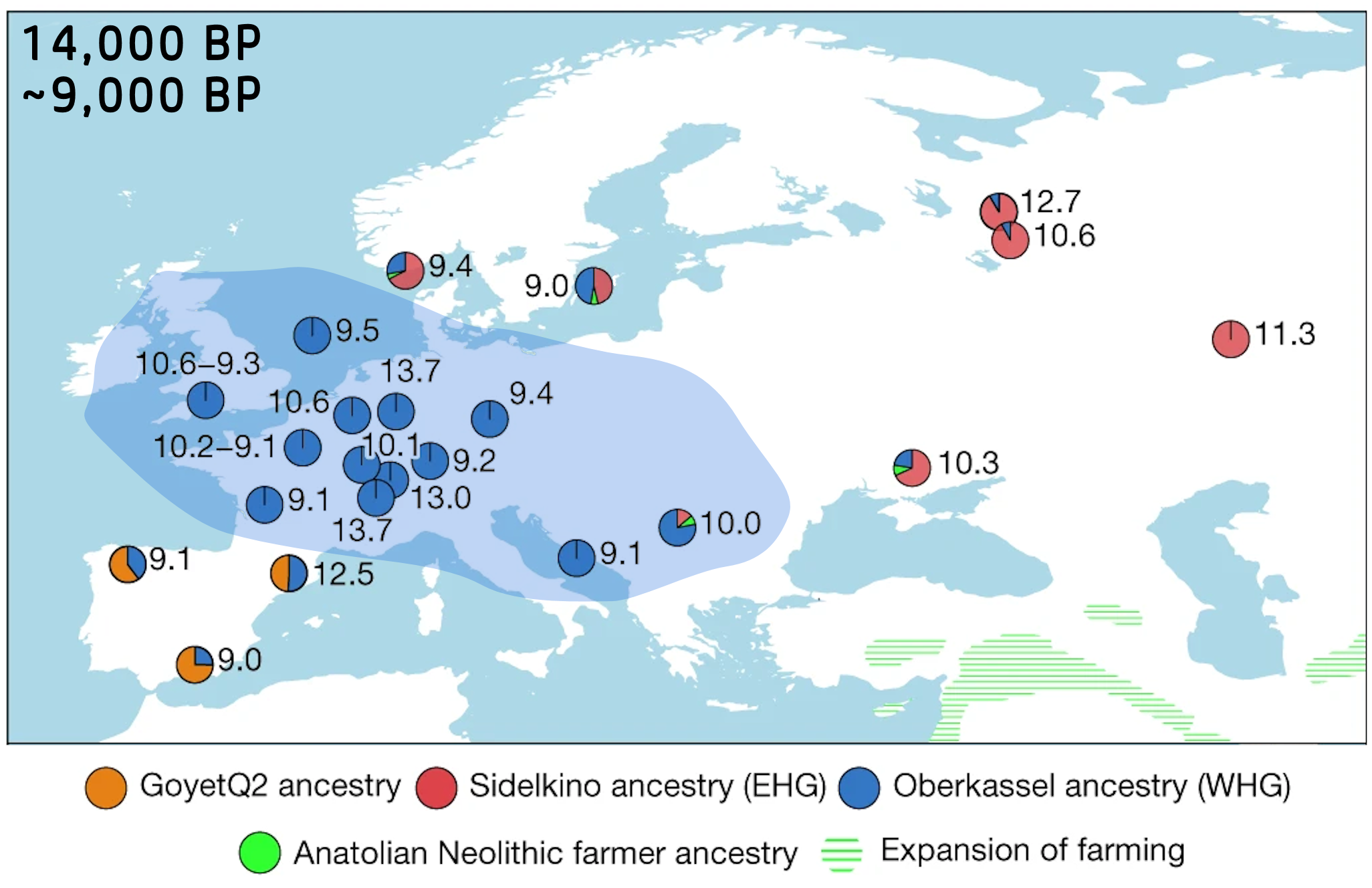
Генетическое происхождение охотников-собирателей 14-9 тыс. лет назад (западноевропейские охотники-собиратели выделены синим)

Человек из Лошбура жил более 8000 лет назад, что делает скелет старейшими человеческими останками, найденными в Люксембурге. Было обнаружено, что он был носителем гаплогруппы Y-ДНК I2a-M423*. Тестирование ДНК двух коренных зубов показало, что популяция, к которой принадлежал человек из Лошбура (западноевропейские охотники-собиратели), «внесла вклад в генетику всех европейцев, но не жителей Ближнего Востока».
Результаты ДНК-тестирования 2014 года позволили Люксембургскому национальному центру археологических исследований и Национальному музею истории и искусства создать трёхмерную реконструкцию человека.